# پلام
پُلام روستایی در ارتفاع ۷۵۰ متری در میان جنگل انبوه شهرستان رودسر در استان گیلان ایران است. این روستا در ۲۲ کیلومتری بخش رحیم‌آباد و در ساحل غربی رودخانه پُلرود و یک کیلومتری جاده رحیم آباد به اشکور قراردارد.

## محلات پلام
این روستا دارای ۶ محله به نام‌های:

۱. جیرپلام

۲. کاروانسراسره

۳. کندسرمحله

۴. چکر کینه

۵. میان محله

۶. سره محله
می‌باشد.

## جمعیت
این روستا براساس سرشماری مرکز آمار ایران در سال ۱۳۸۵، جمعیت آن ۳۴۱ نفر (۸۵خانوار) بوده‌است.

## محصولات کشاورزی
فندوق و برنج، عمده‌ترین محصولات کشاورزی پلام می‌باشند. ضمن اینکه گل گاوزبان، لوبیا، خیار، گردو و انواع میوه‌ها مانند: به، آلوچه ،سیب، کیوی نیز در پلام تولید می‌شود.

## جاذبه‌های گردشگری
این روستا از بافت قدیمی و جدید برخوردار است و خانه‌ها عموماً دو طبقه‌اند.
روستا کاملاً در پای کوه و شیب آن به طرف رودخانه می‌باشد.
از یکسو به رودخانه از سویی به کوه عظیم صخره‌ای وایگان تله و از سویی دیگر به جنگل متصل است
از مناطق حفاظت شده پرنده زیبا و بومی قرقاول می‌باشد که در این روستا وجود دارد.
سفیدآب در شرق روستا قراردارد، منطقه تفریحی و مسطح پلام دره در کنار روستا و در ضلع شرقی پلورود قراردارد.
روستا دارای چشمه‌های بسیاری است که چشمه پلامدره از معروف‌ترین آن‌ها می‌باشد.
این روستا در مسیر راه مالرو ی قدیم قرار داشت.
معروف‌ترین چشم‌انداز پلام مزارع برنج پلکانی آن می‌باشد که تقریباً در گیلان و در این ارتفاع منحصر بفرد است مرزهای پلکانی قطعه زمین‌های زراعتی مساحتی حدود ۴ هزار مترمربع را شامل شده‌است و نزدیک به ۱۵۰ بیجار پله (مرز) را شامل می‌شود و طول و عرض آن‌ها از ۳ متر به ۳۰۰متر می‌رسد. این مزارع در فصل برداشت بسیار زیبا به نظر می‌رسند چون محیط اطراف آن سبز ولی مزارع برنج به رنگ زرد می‌باشد.
قدمت این مزارع به صد سال می‌رسد و در مواقع کشت و رسیدن محصول، گویی کوه را طبقه‌بندی کرده و پله زده تا راه به سوی قله باز کنند.

## بازی‌ها
از بازی‌ها و برنامه‌های سرگرم‌کننده مخصوصاً در جشن‌ها و مراسم عقد وعروسی برنامه کشتی محلی با حضور کشتی گیران روستا و دیگر پهلوانان روستاهای اشکور، برنامه لافند بازی و فوتسال (گل کوچیک)، اوشکول بازی و … می‌باشد.

## تاریخ

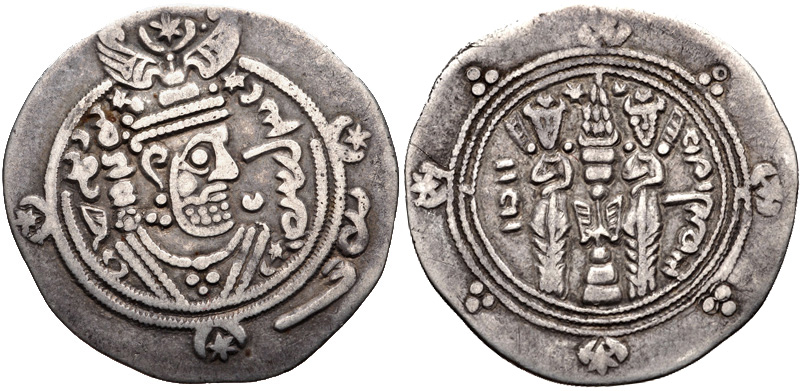
تصویر اسپهبد خورشید دابویی بر روی یک درهم طبری

اسپهبد خورشید، آخرین اسپهبد دودمان دابویگان، طبرستان، پس از غافلگیر شدن توسط سپاه عباسیان در دژی که در روستای پلام بود، ساکن شده و سپاهی از دیلمیان جمع‌آوری نمود. پس از ۲ سال و ۷ ماه، شمار این سپاهیان به پنجاه هزار تن رسیده‌بود.

### میرزا کوچک خان جنگلی

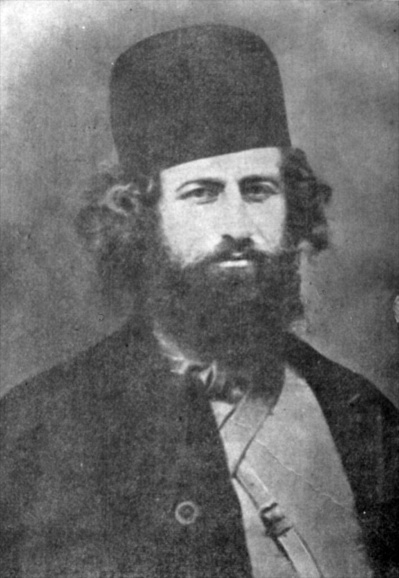
تصویر میرزا کوچک خان جنگلی.

بعد از شکست نهضت جنگل، میرزا کوچک خان جنگلی به سمت شرق گیلان حرکت نمود. آن هم درست زمانی که قوای قزاق به فرماندهی رضاخان در تعقیب آن‌ها بود. حرکت میرزا به سمت شرق گیلان بدون ارشاد و حمایت مالکین شرق گیلان ناممکن بود.

در آن زمان مالک روستای پلام میرزا علی فریدونی از بستگان محمد ولی خان سپهسالار تنکابنی بود .میرزا کوچک خان جنگلی درست در بدترین شرایط ممکن اسیر زنجیرهٔ یک گروه نیرنگ باز از مالکین شرق گیلان و غرب مازندران شده بود. محمد ولی خان چندین بار با حمایت دولت مرکزی با نیروهای نهضت جنگل جنگیده بود و خود هم چندین بار نخست وزیر ایران شده بود.

به هر ترتیب در سال ۱۳۰۰ خورشیدی، وثوق عسکری مالک قدرتمند و زیرک کلاچای به تحریک دامادش میرزا علی فریدونی، میرزا کوچک خان جنگلی را به مسیر رودخانهٔ پلرود می‌کشانند. به این ترتیب میرزا کوچک خان به سمت شرق گیلان متمایل می‌شود و در حاجی‌آباد ماچیان وارد منزل حسین خان (پدر عزت‌الله خان) شده، عصرانه را در منزل او صرف می‌کند اما دچار تشویش خاطر می‌گردد و برای رفع تشویش و اقامت آن شب دست به استخاره می‌برد که ظاهراً بد می‌آید. بر طبق استخاره به سمت کوهستان اشکور در حاشیهٔ رودخانهٔ پلرود (پلورود) حرکت می‌کند. از قضای روزگار با خروج او از حاجی‌آباد، رضا خان به همراه لشکریان خود وارد منطقه می‌شود و در حاجی‌آباد مستقر می‌گردد.
افرادی که شاهد این رویداد بودند، بعدها نقل می‌کردند که اگر میرزا به نتیجهٔ استخاره اش عمل نمی‌نمود، درگیری خونین طرفین متخاصم در حاجی‌آباد ماچیان، حتمی بود.
افراد رضا شاه در تعقیب میرزا کوچک خان به «هراتبر» بالاتر از روستای بالنگای رحیم آباد رفته و وارد منزل حسین خان پلرودی و حسن خان خانجانی می شوند.که از مالکین بنام منطقه بودند. آن‌ها حدود یک ماه در این منطقه اقامت کردند. (در فرصتی که رضاخان در حاجی‌آباد ماچیان بود، شخصی به نام مش اصغر خمیر محله‌ای با تیغ دلاکی اقدام به اصلاح سر و صورت رضاشاه می‌کند. این تیغ تا سال‌ها جزو میراث مورد بحث مردم منطقه بود ) به دستور رضا خان در هراتبر  نیروی پاسداری می‌گذارند تا هر گونه تحرک در منطقه و حضور میرزا کوچک خان در پلام را گزارش کنند.

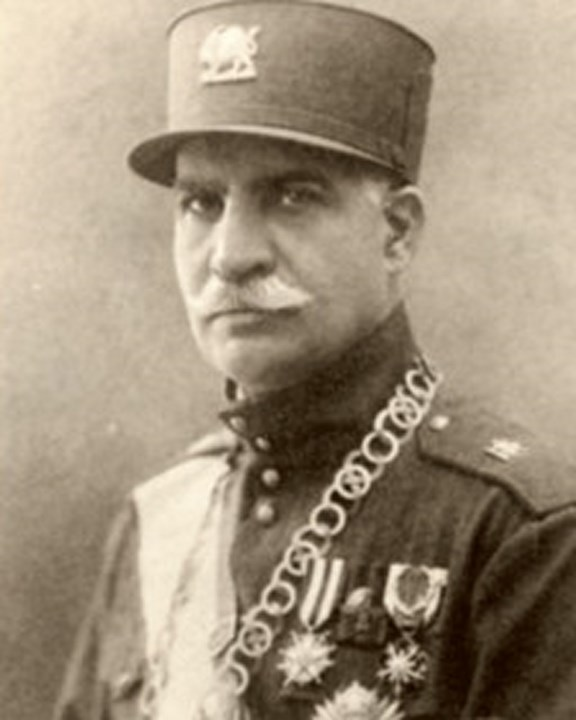
تصویر رضا خان.

اما میرزا کوچک به پلام می‌آید و به عوض اقامت در روستای پلام، در «قلعه کوتی» که در پرتگاه رودخانهٔ پلورود و مشرف بر مسیر باریک «وایکان تله» و محل پلام بود، مستقر می‌شود. در این هنگام قشون دولتی از دو سو در تعقیب میرزا کوچک خان جنگلی به حرکت در می‌آید. لشکری از سوی قزوین به الموت و اشکورات به «شوئیل» می‌آید و از آنجا هدایت و فرماندهی یورش به زیاز، دیورود و پلام را بر عهده می‌گیرد. قشون دولتی هم به فرماندهی رضا خان از سمت رحیم آباد به سمت پلام حرکت می‌کند. درگیری جنگلی‌ها با قوای دولتی در «دیورود» چند ساعت ادامه یافته و به کشته شدن ۷ نفر می‌انجامد. اما قوای دولتی برای دستیابی به قلعه کوتی می‌بایست از وایکان تله می‌گذشتند که گذر از آن تقریباً غیرممکن بود. مسیر وایکان تله آنچنان خطرناک است که حتی دو راس قاطر خالی از بار نیز نمی‌توانند در برخی از قسمت‌های آن، از کنار همدیگر بگذرند.

میرزا کوچک خان جنگلی از خون‌ریزی پرهیز داشت، از کشته شدن ۷ نفر انسان آزرده خاطر می‌شود. او از کشته شدن نیروهای ملی (اعم از جنگلی و دولتی) منزجز بودو از رویارویی خونین اهتراز می‌کرد. به همین دلیل هم دستور عقب‌نشینی و ترک پلام را صادر می‌کند. قوای میرزا به ۲ دسته تقسیم می‌شوند. دسته‌ای به فرماندهی دکتر حشمت به سمت ارتفاعات شمالی سماموس و رامسر می‌روند؛ و دستهٔ دوم به فرماندهی میرزا کوچک خان از مسیر جور پلام به سمت «بلوردکان» و «سرلیل» حرکت می‌کنند.

میرزا کوچک خان جنگلی با بررسی اوضاع و شرایط حاکم به خوبی در میابد که با وجود دو لشکر از قوای دولتی در شوئیل و زیاز (از جنوب) و رحیم آباد (از شمال) کاملاً در محاصرهٔ قوای دشمن قرار گرفته‌است. به همین دلیل دستور ترک «پلام» را صادر کرد. در این روزهای سرنوشت ساز و در این نقطهٔ کوهستانی (پُلام) بود که هم تعداد بی‌شماری از همراهان میرزا شبانه او را تنها گذاشته و پُلام را ترک می‌نمایند و هم بخش عمده‌ای از وجوه نقد و جواهرات همراه میرزا را به یغما می‌رود.

گلایه‌ها و لحن اعتراض‌آمیز میرزا کوچک به میرزا علی فریدونی و وثوق عسکری به خاطر دعوت قوای جنگل به پلام دیگر هیچ اثری در تغییر سرنوشت نهضت جنگل نداشت. او پُلام را با مردم بی دفاعش ترک نمود. رضاخان اهالی پُلام را به همدستی و همراهی با میرزا کوچک خان جنگلی متهم نموده و خانه‌های آبادی را به آتش می‌کشد. میرزا کوچک خان جنگلی قسمتی از سلاح خویش را در باغی واقع در میان محله پلام مدفون و مخفی ساخت و از طریق ارتفاعات «نفت خانی» و «کجید» بار دیگر روانهٔ غرب گیلان می‌شود.

## نگارخانه

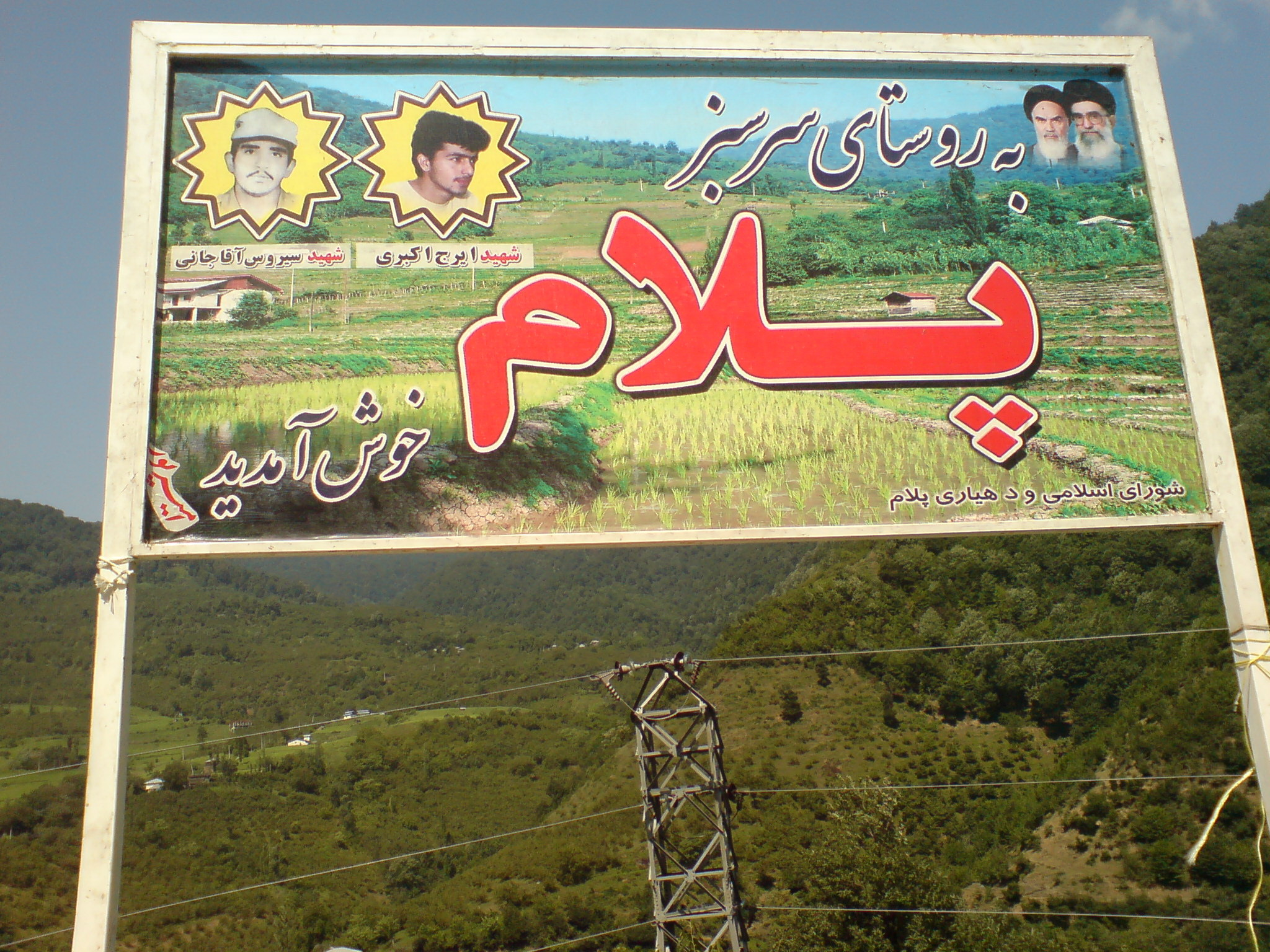
تابلوی ورودی روستای پلام
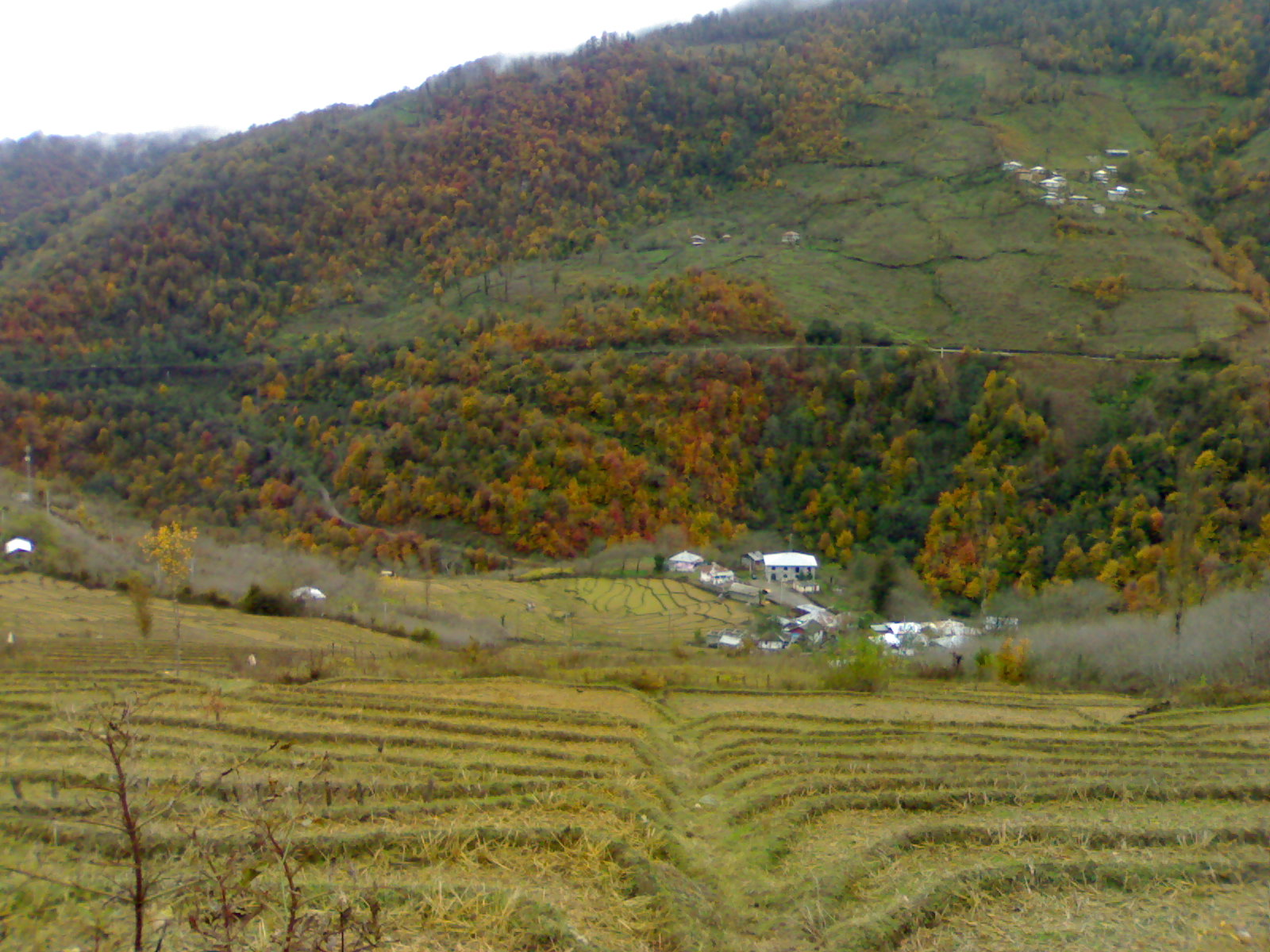
نمایی از روستای پلام در فصل پاییز
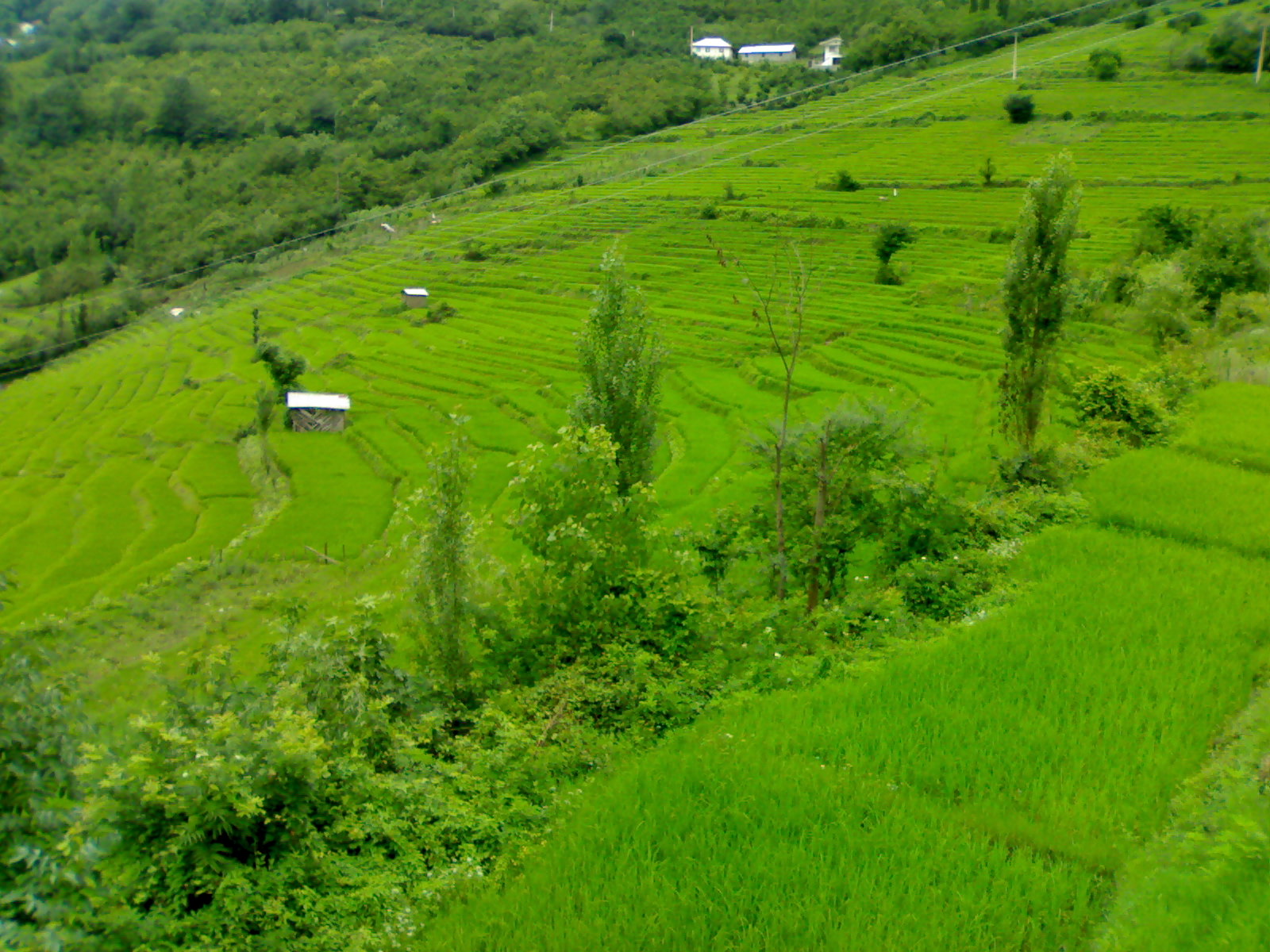
زمین برنج (بیجار)
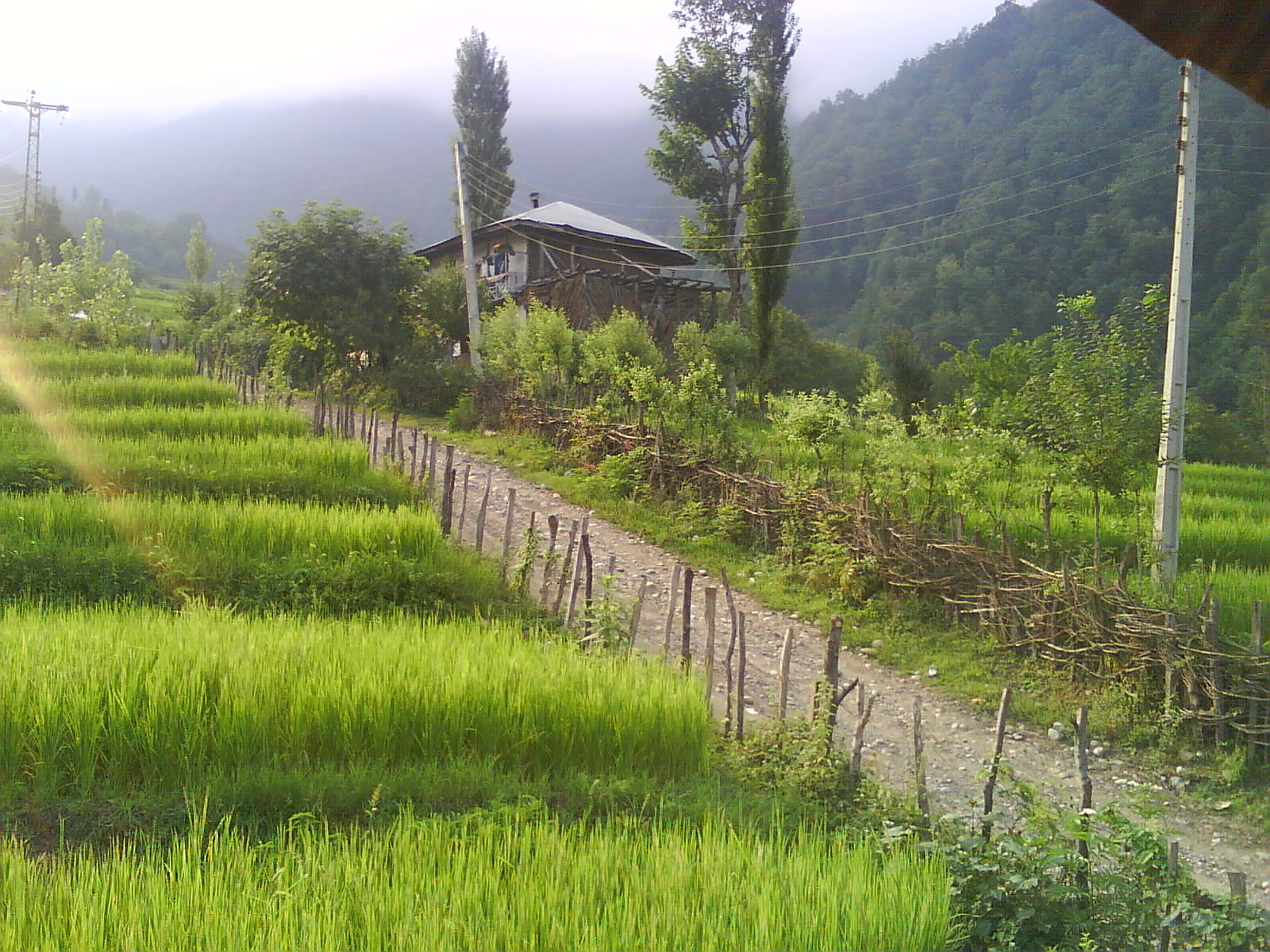
جادهٔ داخل روستا که از میان زمین‌های برنج رد شده‌است
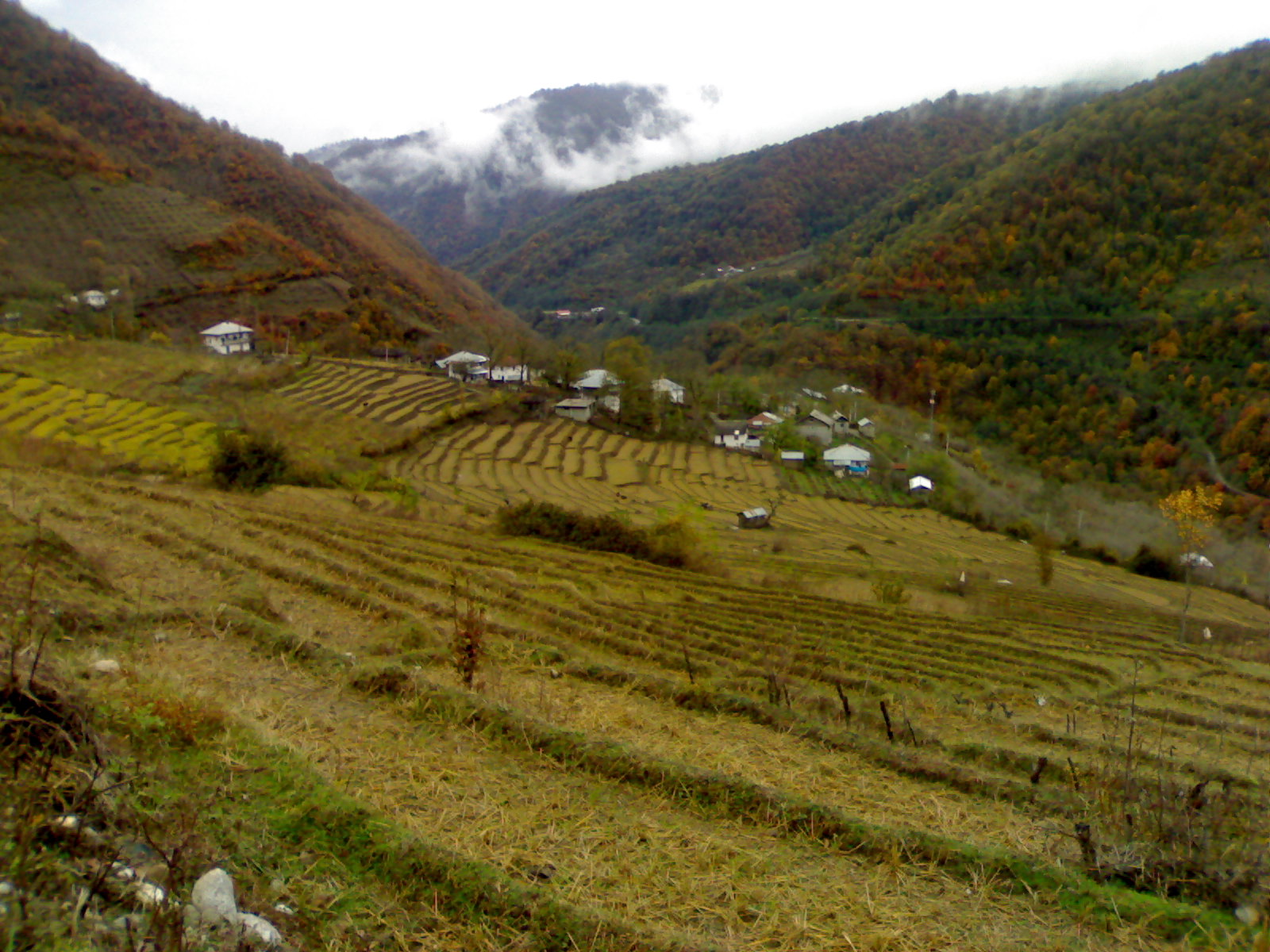
نمایی از روستای پلام در فصل پاییز